# اوچیپوک

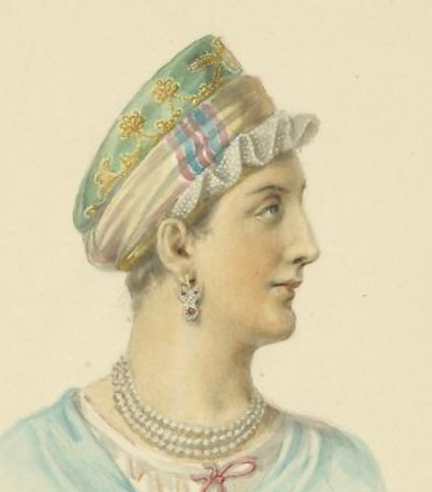
زن تیخوینی با پووینیک، ۱۸۳۱ میلادی

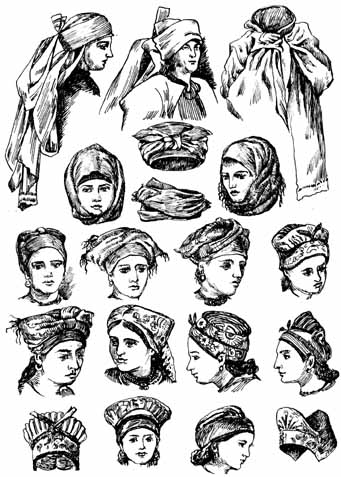
روسری سنتی اوکراینی

اوچیپوک یا پووینیک (به اوکراینی: очіпок، به روسی: повойник) (همچنین: نامیتکا، پرمیتکا، سرپانوک، رنتوخ، اسکلندیاچکا، خوستکا) پوشش‌سر یک زن متأهل به عنوان بخشی از لباس سنتی اسلاوی است. اغلب با گل‌دوزی تزئین شده‌ است. کلاهکی است که کلِ سر را با شکافی در پشت می‌پوشاند و توسط بندهایی توری آن را محکم دور سر می‌کشد.
آن‌ها عمدتاً توسط زنان در منطقهٔ میانی رودخانهٔ دنیپر، از جمله مناطق کرانهٔ -چپ و استپ، پوشیده می‌شدند، اما اوچیپوک در سایر مناطق اوکراین نیز استفاده می‌شد. گمان می‌رود که در دورهٔ هتمانات به‌وجود آمده باشد. ویژگی‌های خاص اوچیپوک از منطقه‌ای به منطقهٔ دیگر متفاوت بود.
در اروپای قرون وسطی، موهای بدون پوشش نشانهٔ باکرگی بود. یک زن متأهل موهای خود را به‌طور کامل می‌پوشاند، از جمله پیشانی، گوش و اغلب گردن.
نامیتکا یک پارچه بلند و نازک است که دور سر پیچیده شده و از پشت بسته می‌شود. این پوشش‌سر اصلی اسلاوی برای مردان و زنان بود و می‌توانست برای پوشاندن صورت استفاده شود. و در نهایت، کوکوشنیک روسی را به وجود آورد. انتهای پارچه معمولاً با نخ قرمز گل‌دوزی شده‌ است.
در مراسم عروسی اوکراینی، موهای عروس با اوچیپوک و نامیتکا پوشانده می‌شد. او تا آخر عمر از اوچیپوک استفاده می‌کرد و انواع مختلفی از روسری روی آن قرار می‌گرفت.

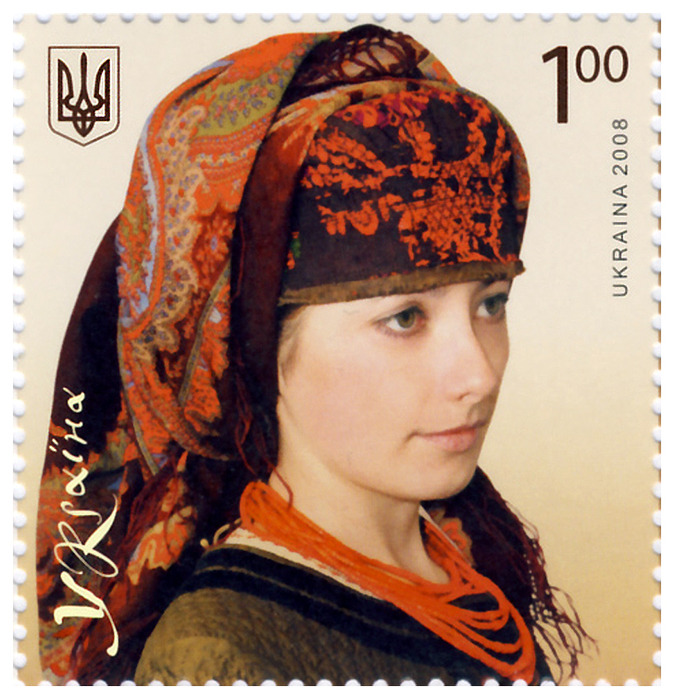
اوچیپوک و روسری از چرکاسی

پرمیتکا بخشی از لباس سنتی هوتسول است. یک نوار پارچه‌ای بلند است که دو سر آن تزئین شده و از هر طرف با گره بسته می‌شود. این پوشش‌سر به دور مو و گردن و چانه بسته می‌شود.
باونیتسیا حلقه‌ای از پارچه‌دوزی است که دور سر نصب می‌شود، از بالا باز می‌شود و با یک حلقهٔ حاشیه یا جمع شده به لبهٔ بالایی آن دوخته می‌شود. روی آن را با نمیتکا یا دستمال سر می‌پوشاندند. باونیتسیا لباس سنتی در گالیسیا بود.
دستورالعمل‌ها و نمونه‌هایی از روسری سنتی اوکراینی در موزهٔ ایوان هونچار در کی‌یف به نمایش گذاشته شده‌ است.

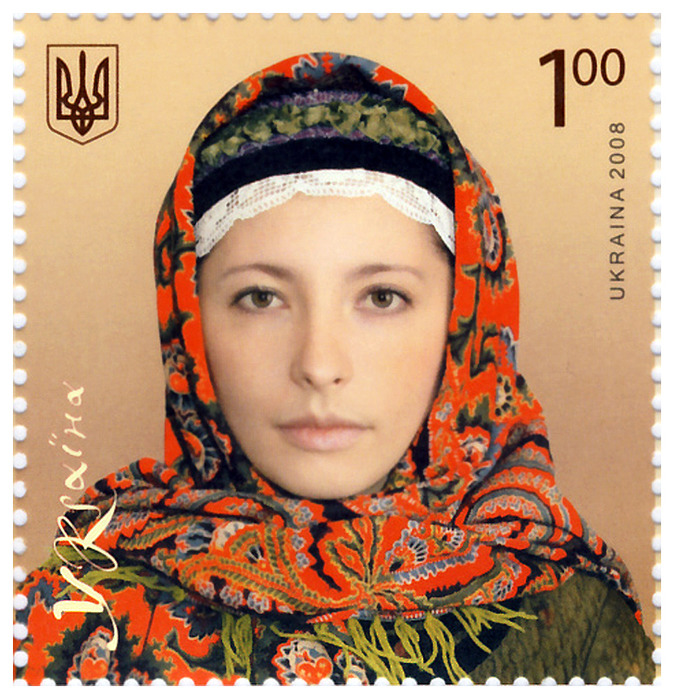
اوچیپوک و دستمال سر از لویو
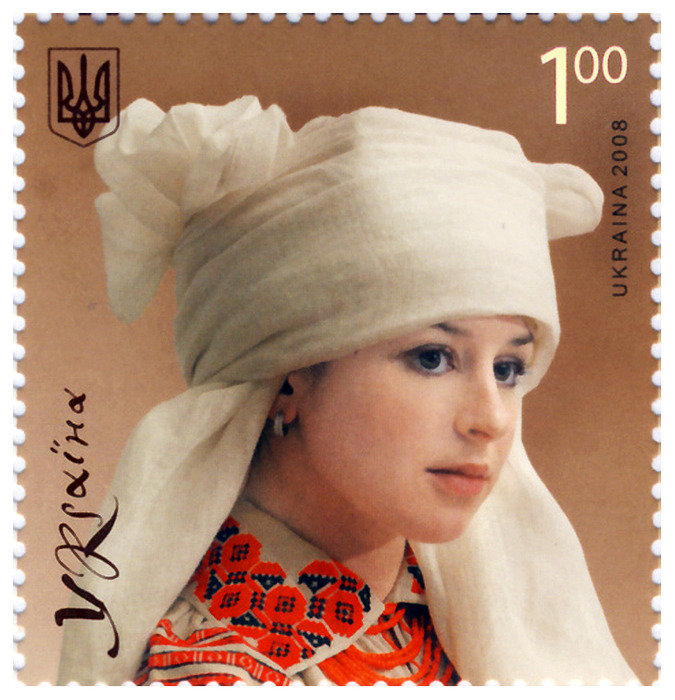
نامیتکا از ریونه
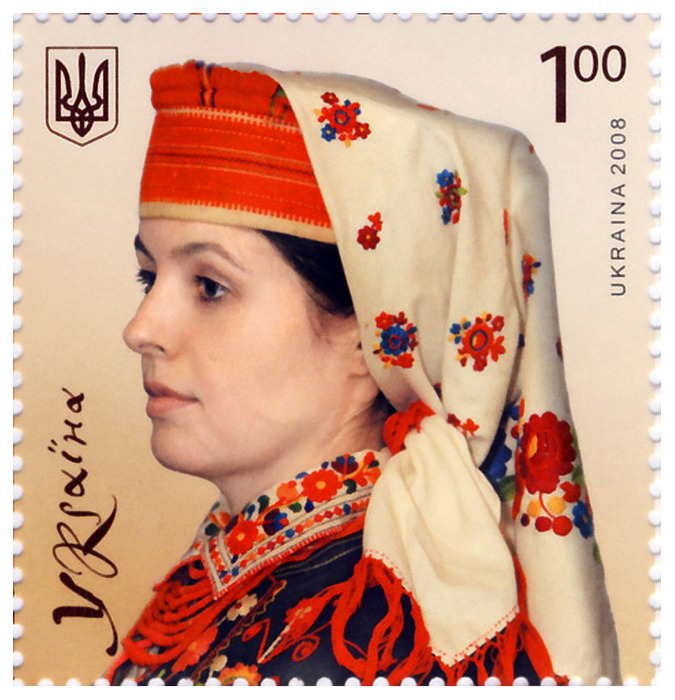
باونیتسیا و دستمال سر، از لویو
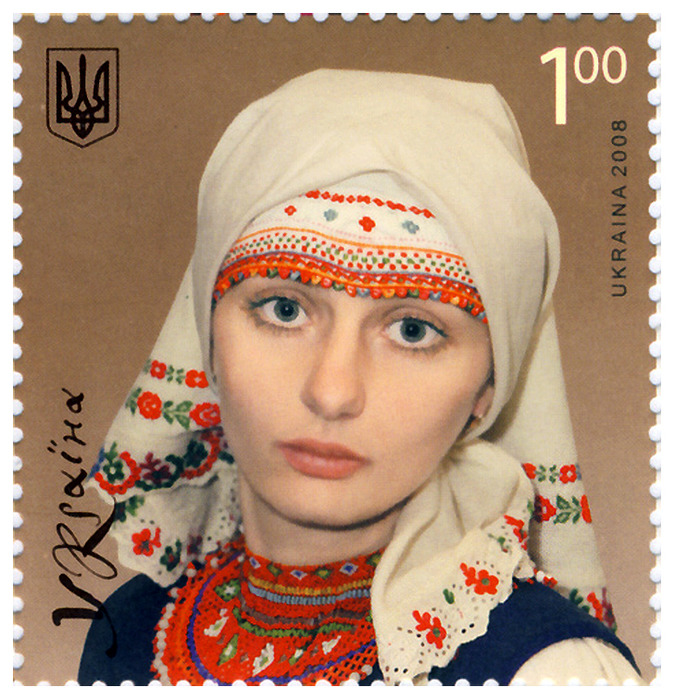
کال و دستمال سر
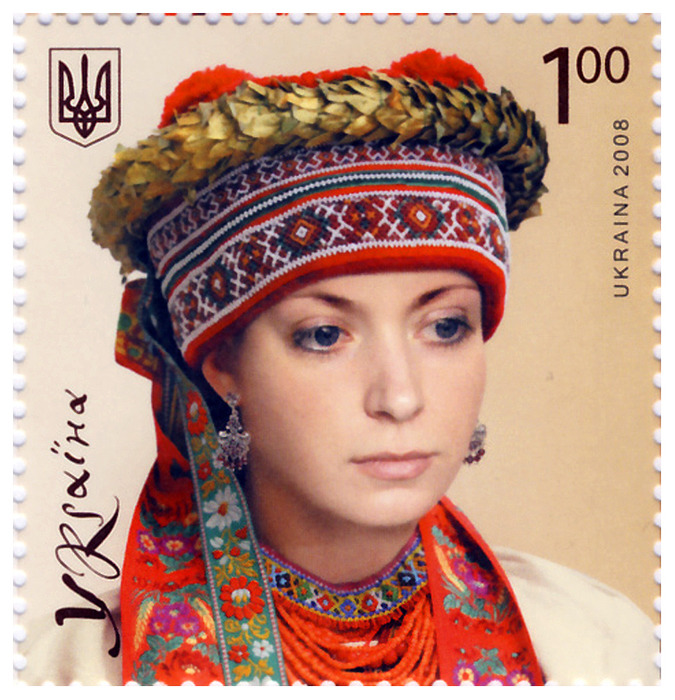
باونیتسیا، پوکوتیا
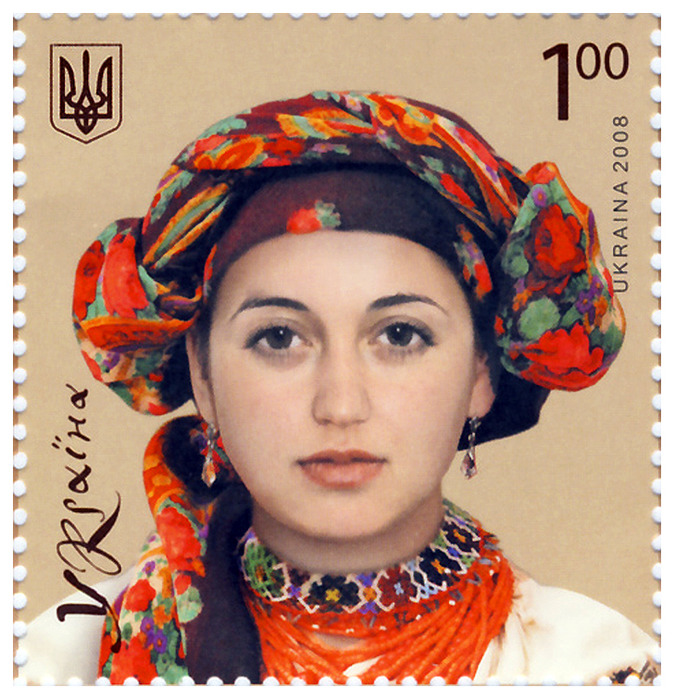
پرمیتکا سبک هوتسول
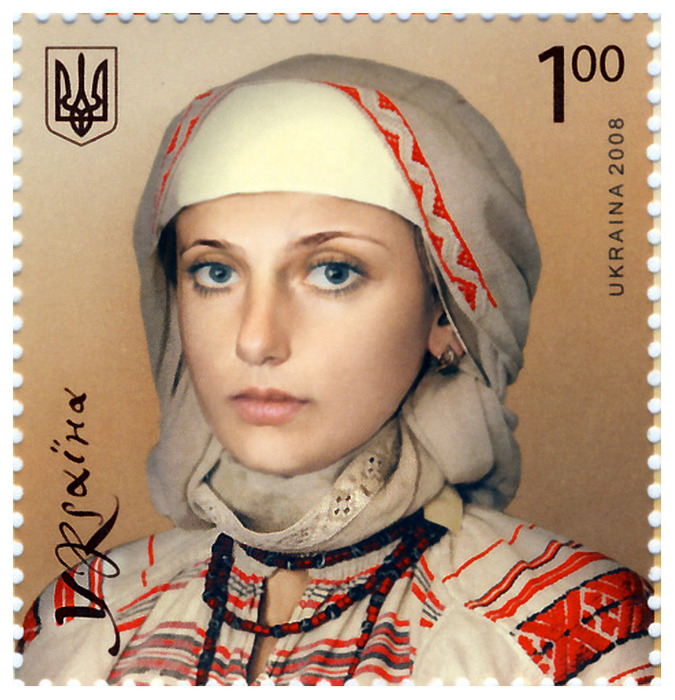
اوچیپوک و پرمیتکا
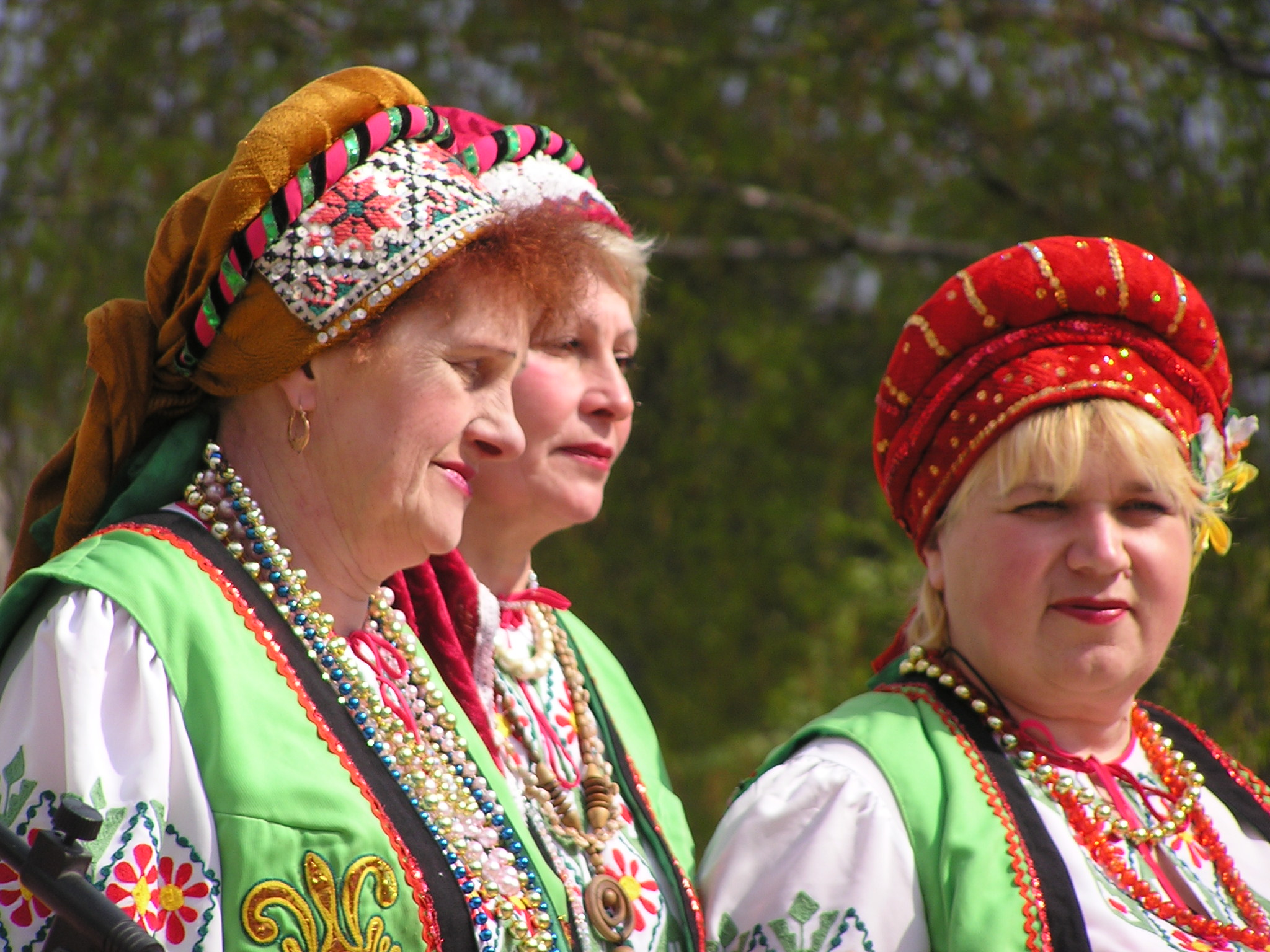
باونیتسیا، دونتسک
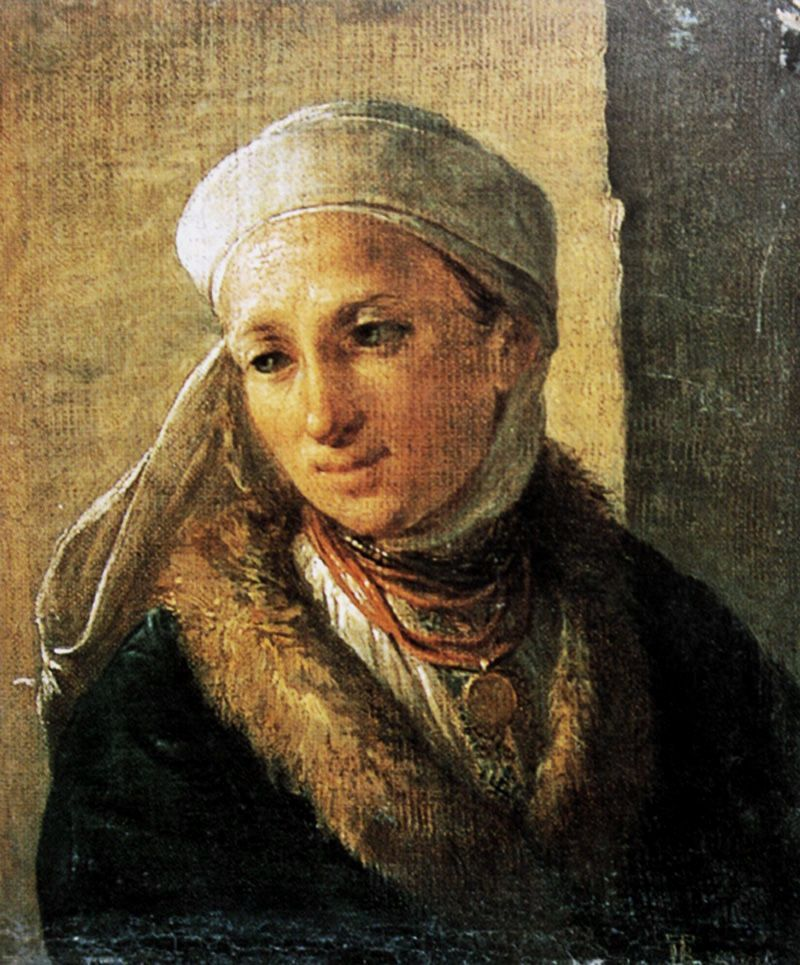
نامیتکا، ۱۸۲۰ میلادی
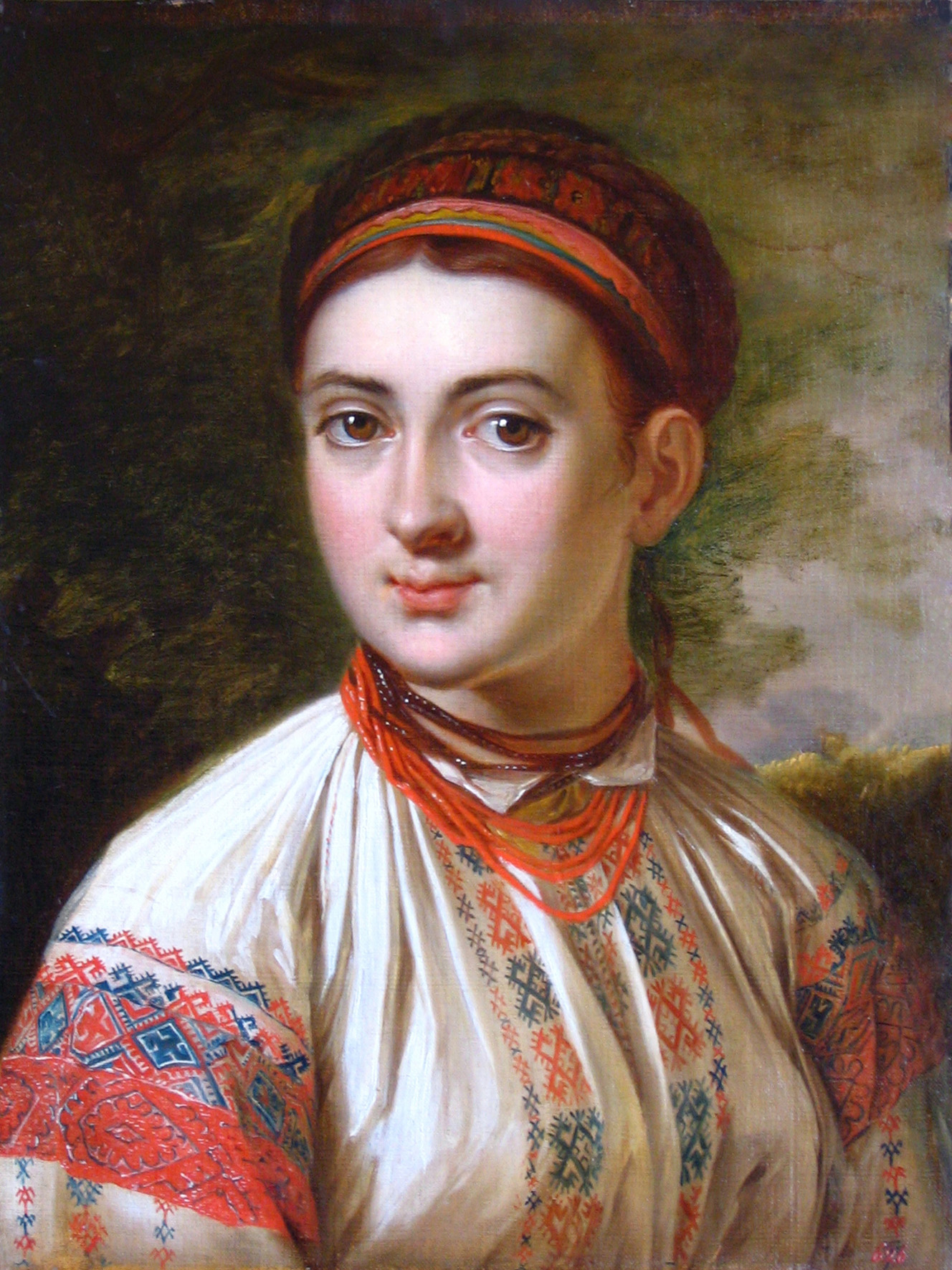
دختر اهل پودیلیا حدود ۱۸۰۰ میلادی، اثر: واسیلی تروپینین